# MAN F2000

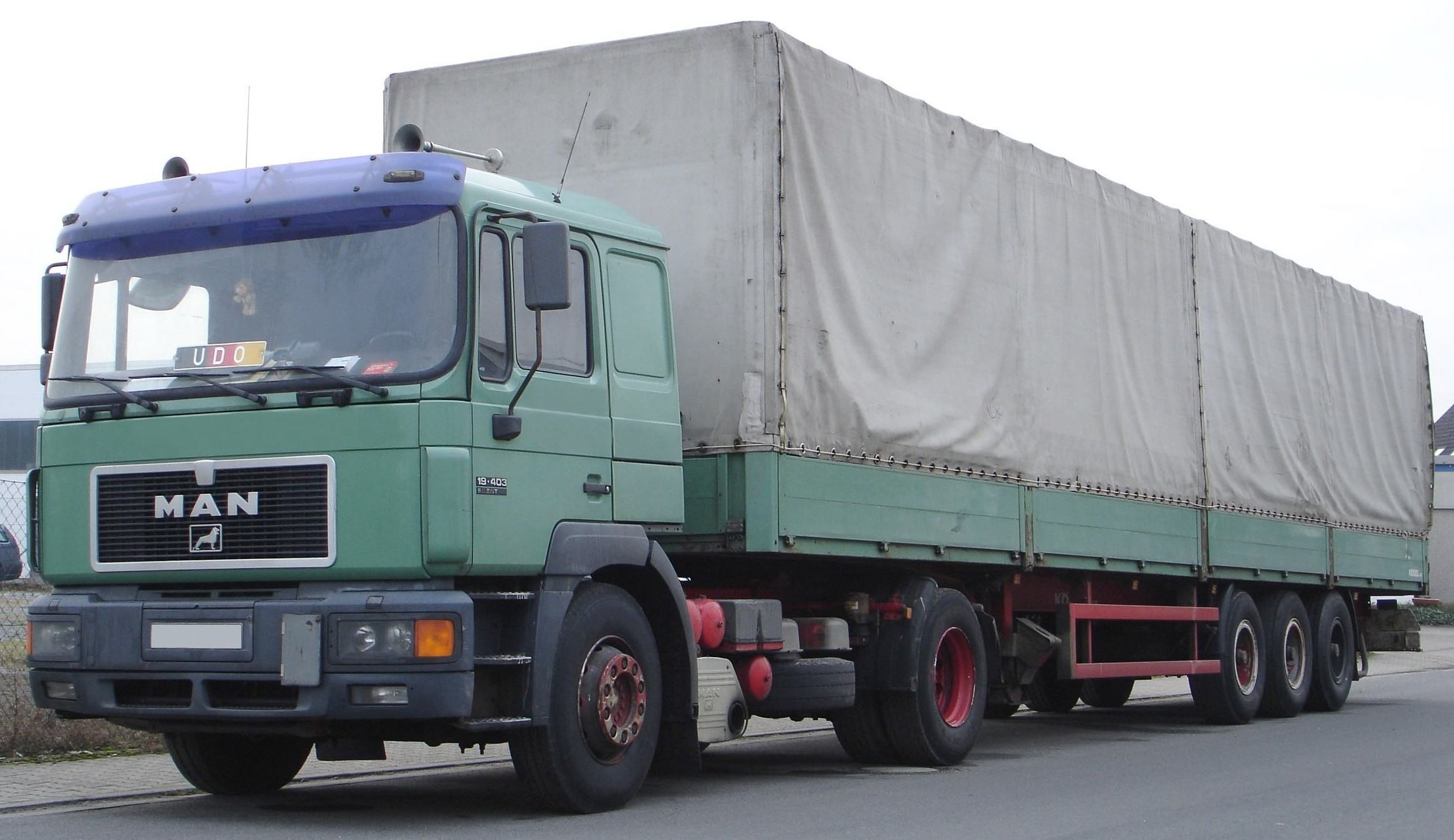
MAN F2000

De MAN F2000 was een in 1994 geïntroduceerde serie zware vrachtwagens van de Duitse vrachtwagenfabrikant MAN, dat het jaar daarna de titel truck van het jaar won.  Een facelift volgde in 1998 met de F2000E. Technisch baseerde de vrachtwagen veel op de voorganger, dat zijn oorsprong vond in 1967 met de F7. Met de invoering zouden ook de middelzware vrachtwagens M90 opgevolgd worden door de M2000.
De cabine werd ook gebruikt door zusterondernemingen ÖAF, Steyr en ERF, daarnaast ook in licentie door Shacman en Youngman en MAZ-MAN. De cabine werd gebruikt door het Oekraïense KrAZ en het Russische Tonar.
De MAN F2000 was de opvolger van de MAN F90. In 2000 werd de F2000 opgevolgd door de MAN TGA.

## Afbeeldingen

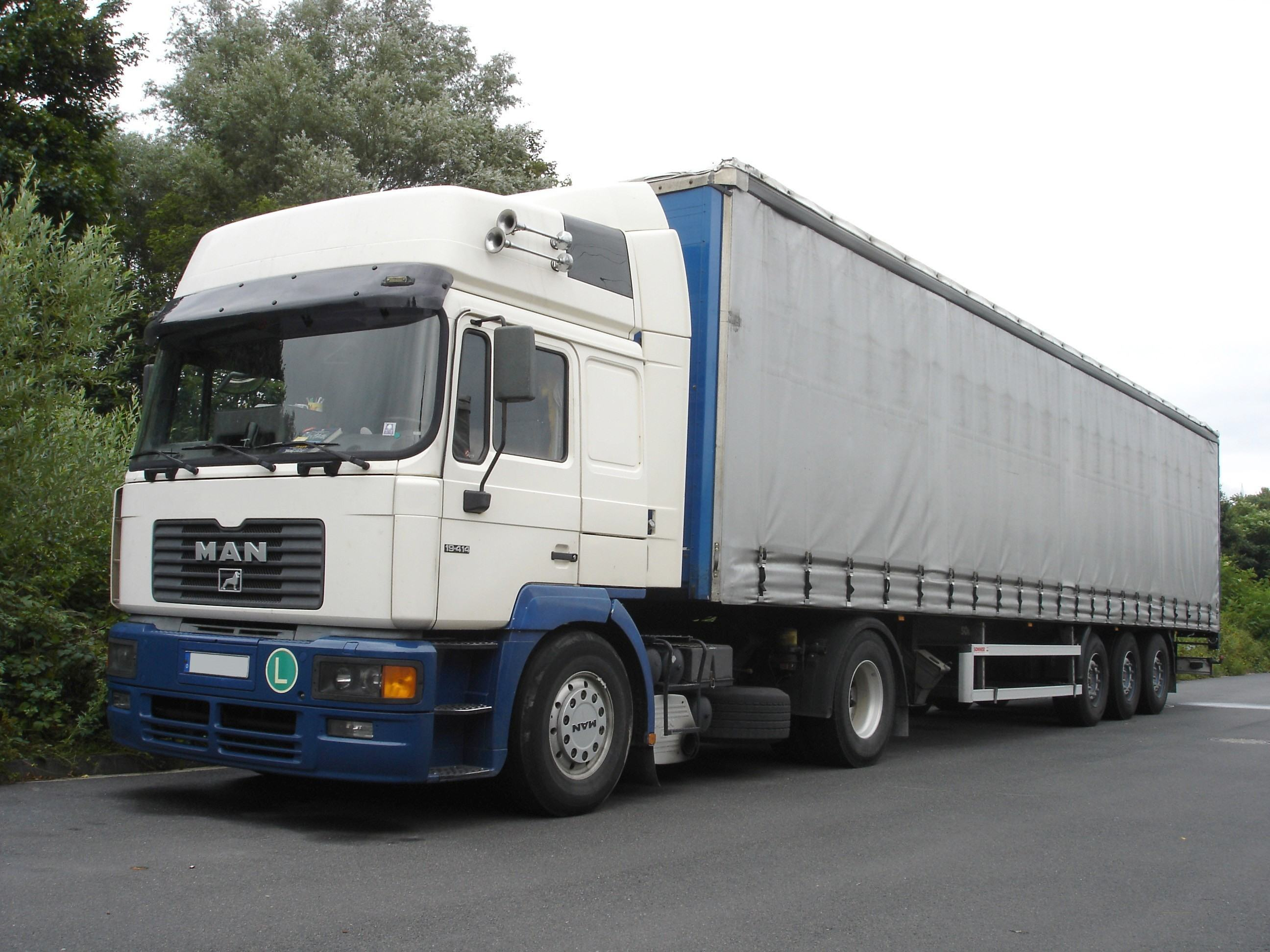
MAN F2000 E
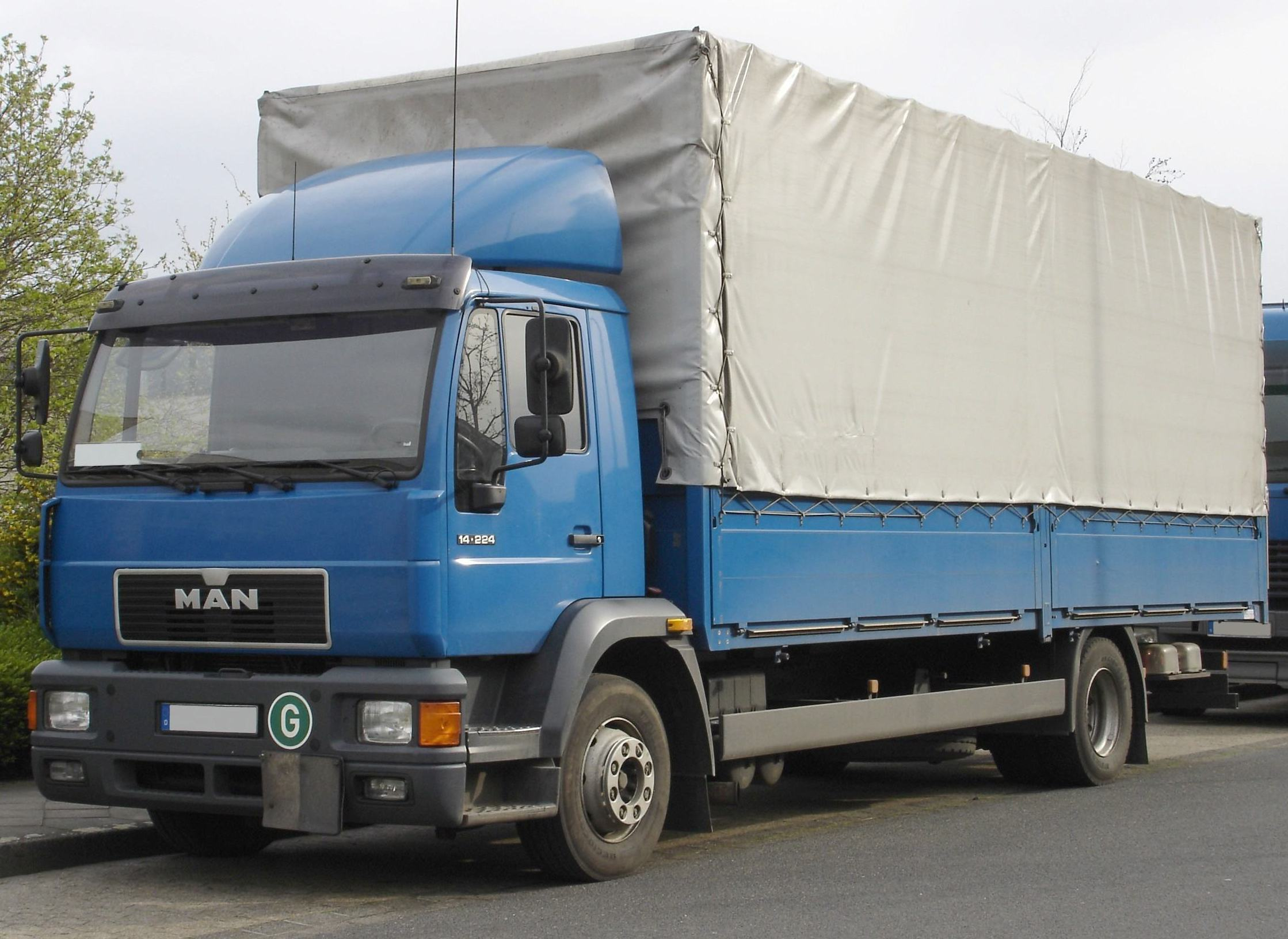
MAN M2000
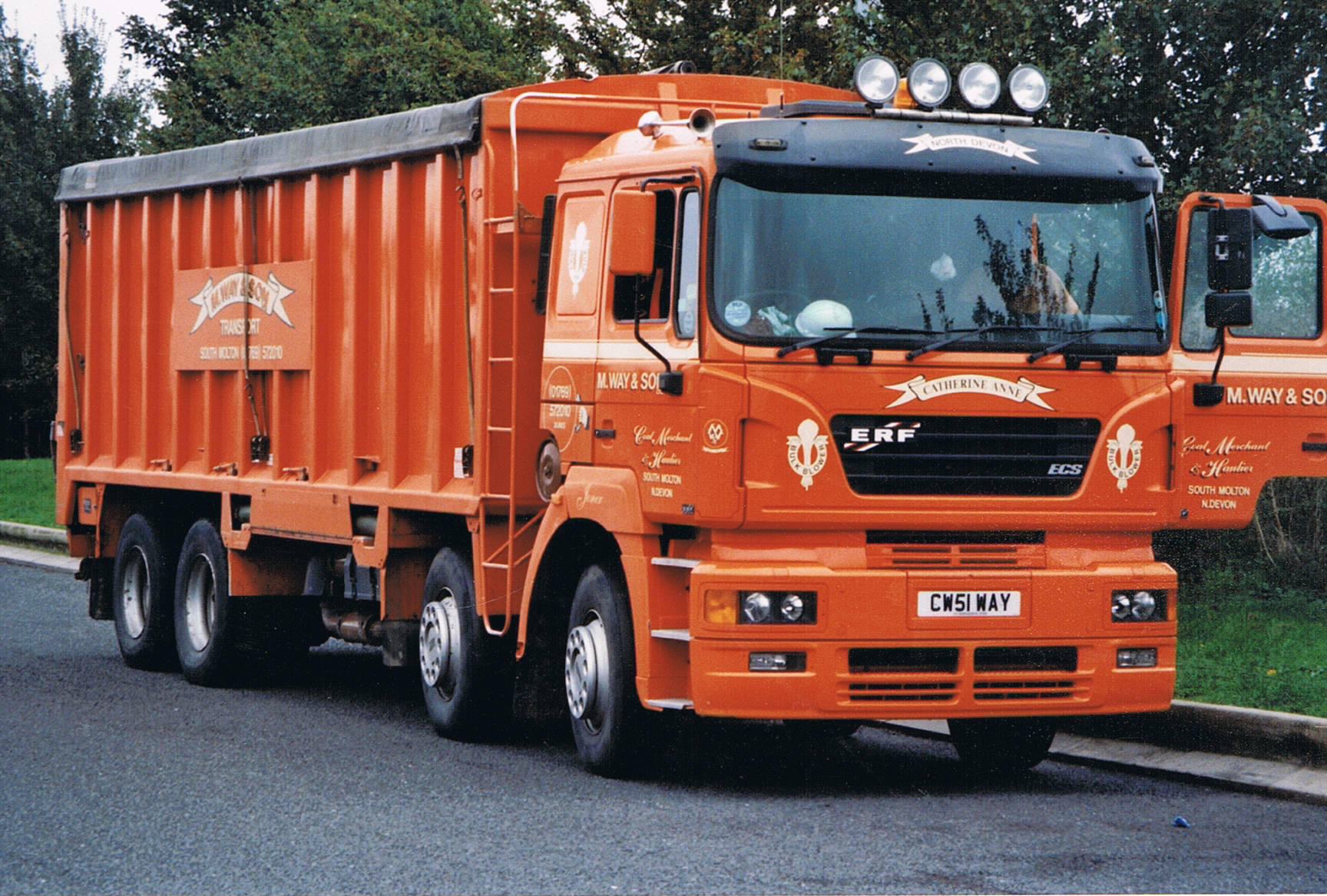
ERF
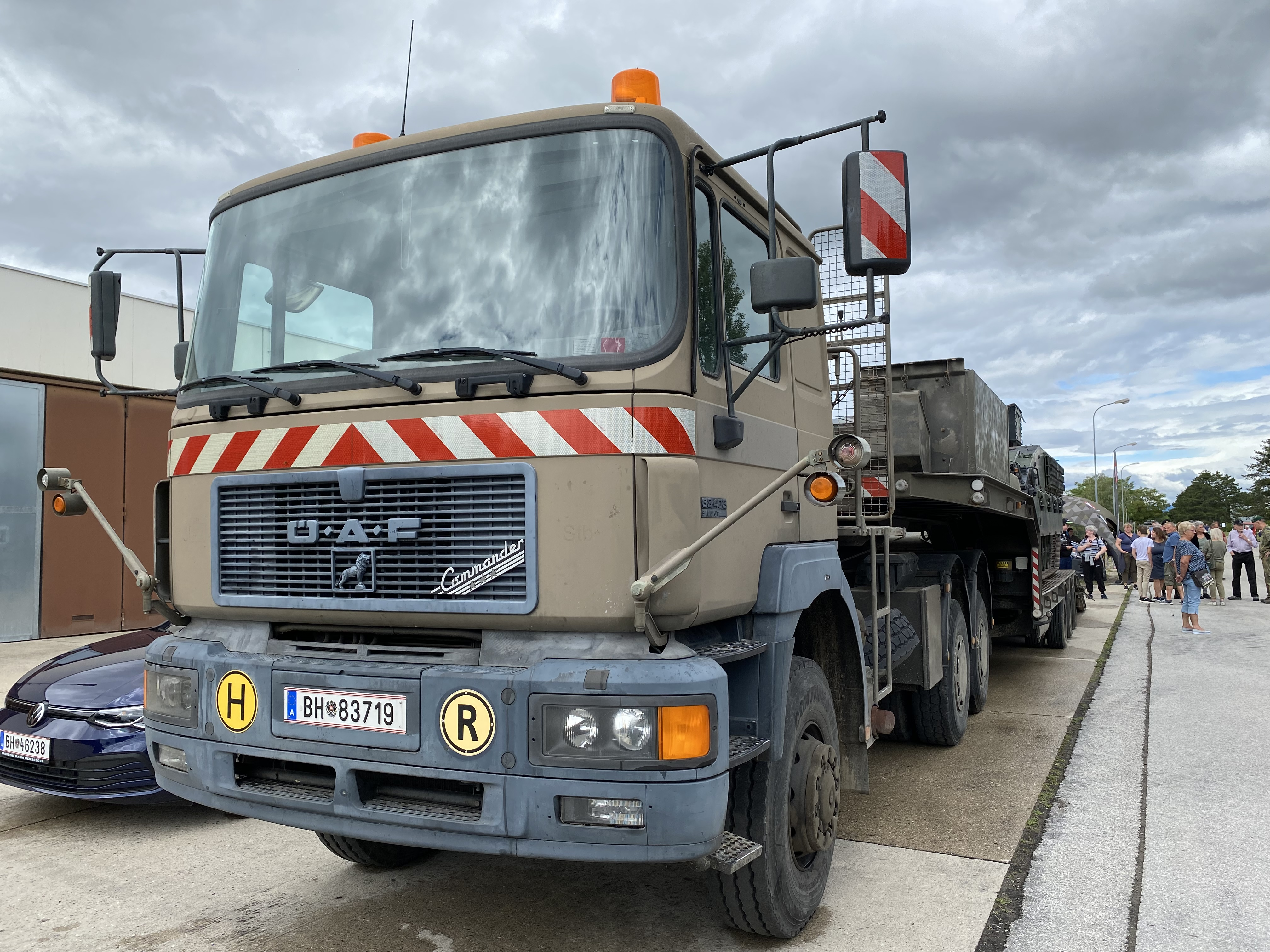
ÖAF
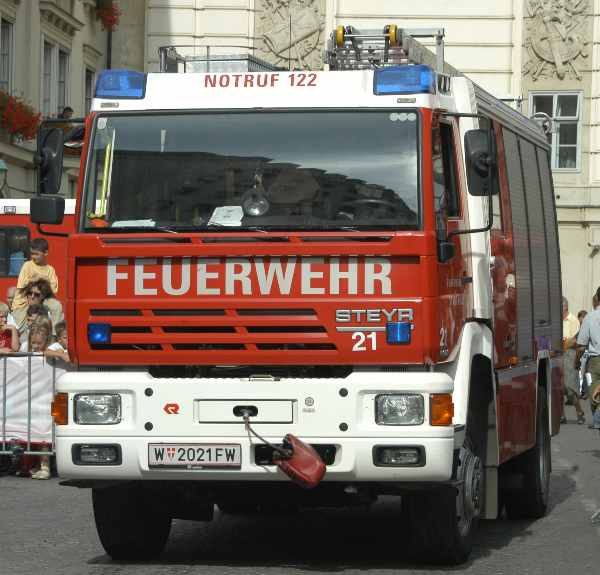
Steyr
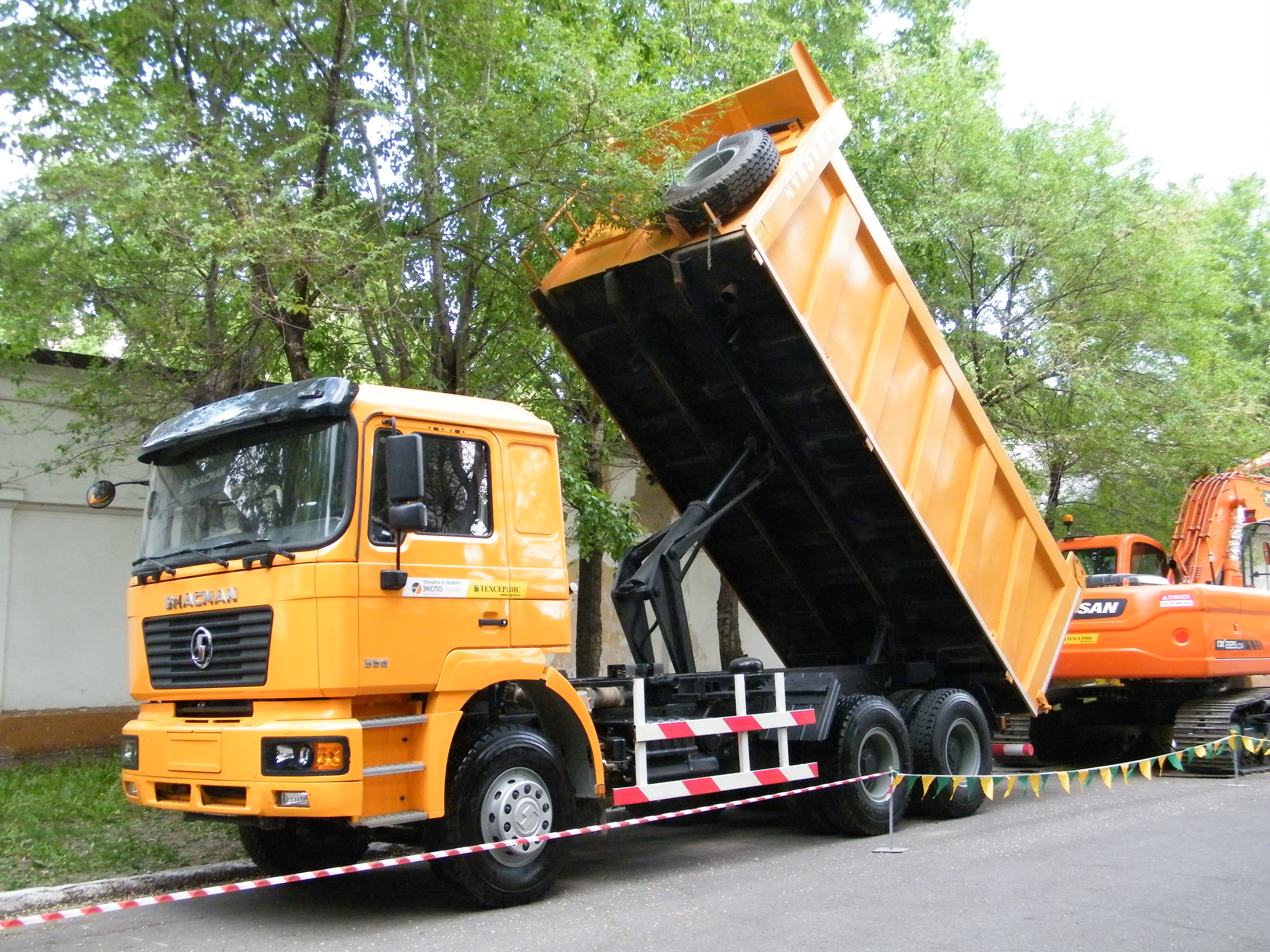
Shacman
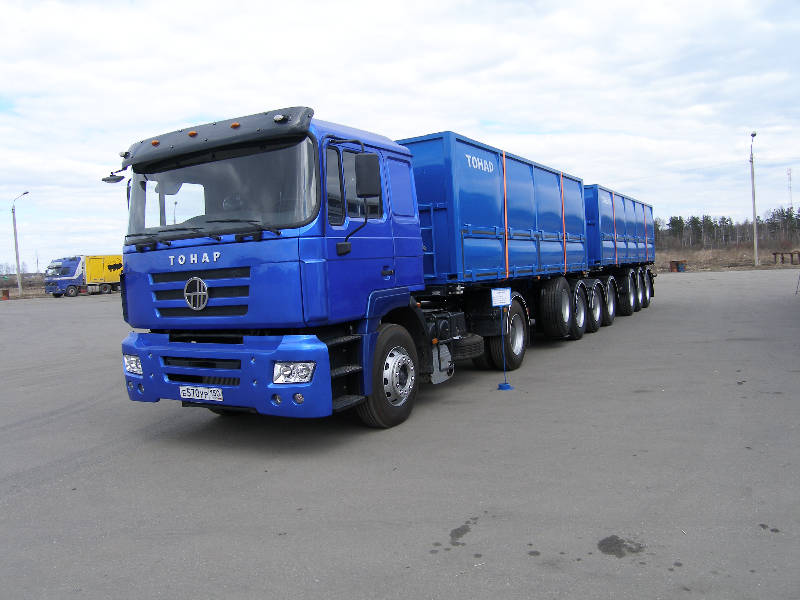
Tonar
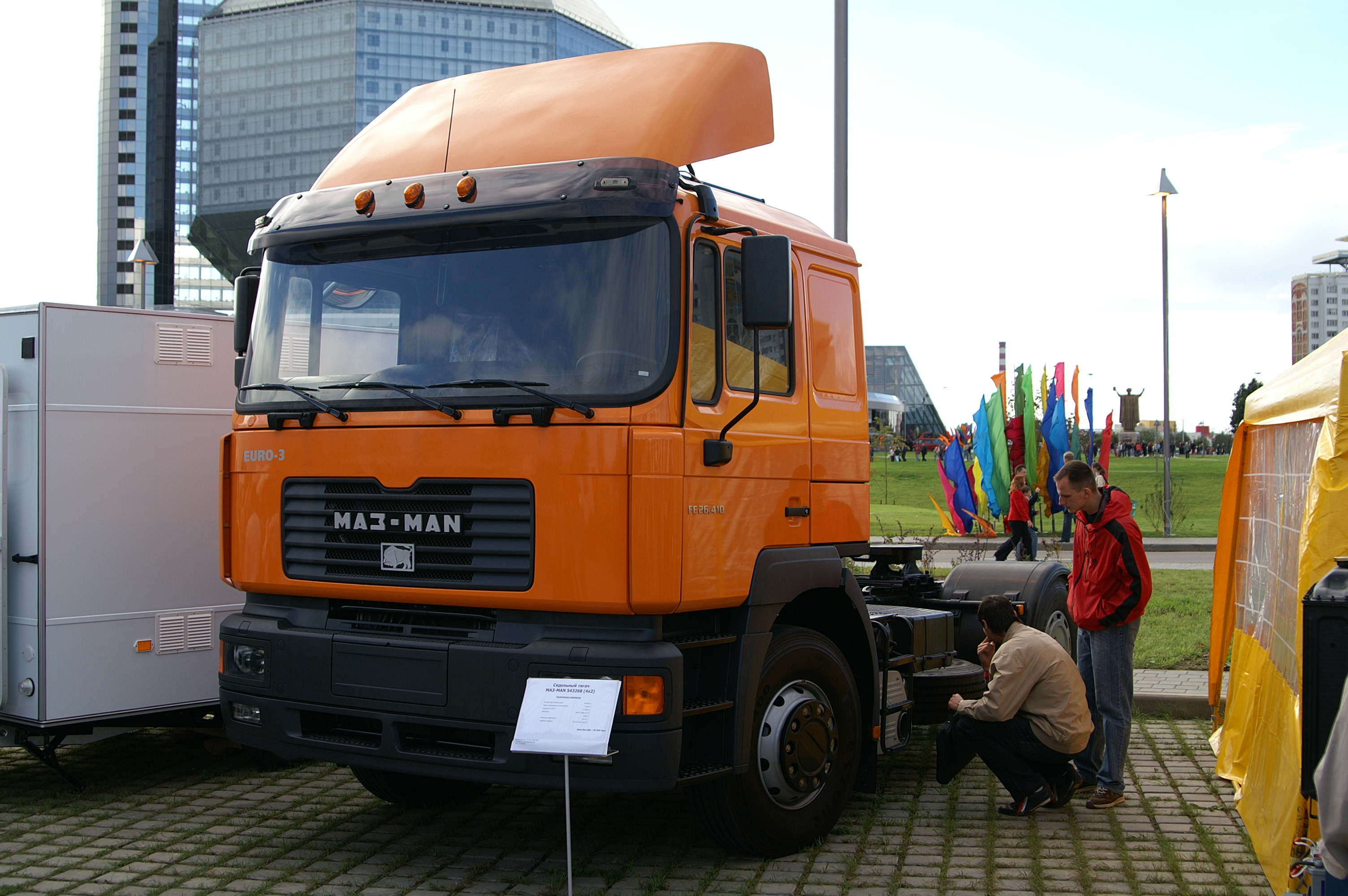
MAZ-MAN